# میکولا مارچاک
میکولا مارچاک (اوکراینی: Микола Макарович Марчак؛ ۸ ژانویهٔ ۱۹۰۴ – ۲۳ سپتامبر ۱۹۳۸) سیاست‌مدار اهل امپراتوری روسیه بود. وی از ۱۳ اکتبر ۱۹۳۷ تا ۲۱ فوریه ۱۹۳۸ نخست‌وزیر جمهوری اوکراین شوروی بود.
میکولا مارچاک در ۲۳ سپتامبر ۱۹۳۸، در پاکسازی بزرگ زمان استالین اعدام شد.